# 삼감의 난

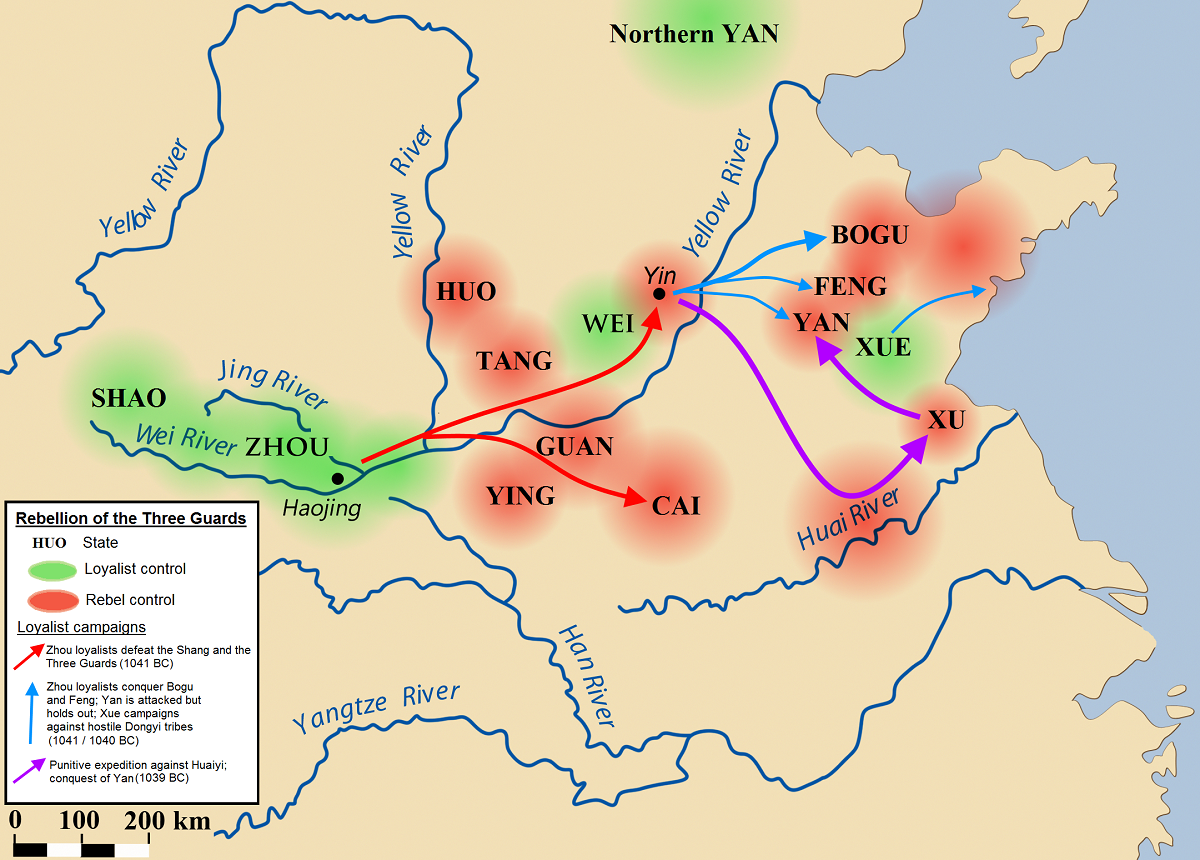

삼감의 난(三監-亂)은 주나라 초기에 상나라의 유민을 관할한 무경 녹보와 녹보의 감시 · 보좌를 맡은 삼감(三監) 관숙 선, 채숙 도 등이 서주 성왕을 보좌한 주공 단에 대항하여 일으킨 반란이다. 관채의 난(管蔡-亂), 무경의 난(武庚-亂)이라고도 한다.

## 경위
삼감의 난 사건이 가장 구체적으로 드러나는 전래문헌은 《사기》 관채세가와 《상서대전》 금등조며, 사기의 노주공세가 · 송미자세가 · 위강숙세가 등에도 관련 내용이 조금씩 등장한다. 이들을 한데 엮어서 정리하면 삼감의 난의 서사과정은 다음과 같다.
서주 무왕이 상나라를 멸한 후 상나라의 마지막 임금 제신의 아들 무경 녹보(祿父)에게 상나라의 유민들을 맡겨 상나라 왕실에 대한 제사를 계속 드리게 했다. 또 녹보와 상나라 유민이 주나라에 완전히 복속되지 않았다고 여겨, 동복 아우인 관숙 선과 채숙 도를 각각 관(管)나라와 채나라에 봉하고 녹보의 보좌 · 감시를 맡겼다. 무왕은 8년 만에 죽고 서주 성왕이 어린 나이에 즉위해 숙부 주공 단이 섭정하자, 관숙과 채숙은 주공의 전횡을 꺼려 무경과 함께 반란을 일으켰다. 이 반란에는 회이와 서융(徐戎)도 가담했다. 반란을 일으키기 전에, 관숙은 여러 동생들과 함께 “주공이 성왕을 죽이고 천자의 자리를 대신하려 한다.”라고 소문을 퍼트렸다. 또 무경에게는 엄(奄)나라의 임금 박고(薄姑)가 녹보에게 무왕이 이미 죽고 성왕이 어리며 주공은 의심을 받고 있다는 점을 들어 주나라에 대항할 것을 권유했다.
주공은 관숙 등이 자신을 모함하자 태공과 소공 석과 협력했고, 또 자신의 임지에 아들 노후 백금을 파견해 다스리게 했다. 반란이 일어나자, 주공 단은 성왕의 명령을 받들고 반란군과 싸워, 무경은 목을 베고 관숙은 죽이고 채숙은 추방했다. 주공은 3년을 소모하여 삼감의 난을 철저하게 토벌했다(주공의 동정).
삼감의 난을 진압한 후, 주공은 삼감을 폐지하고, 무경이 다스리던 상나라 유민들이 살던 땅에 위나라를 새로 봉건하고 자신의 아우 강숙 봉에게 다스리게 했다. 강숙의 봉읍은 황하와 기수(淇水) 유역이다. 또 상나라 유민 일부를 이주시켜 무경의 숙부 미자계에게 맡기고, 미자계를 송나라 공작으로서 옛 상나라 왕실에 대한 제사를 이어나가게 했다.
또 무경 · 삼감 세력과 협력한 회이와 서융은 노후 백금이 힐(肹)에서 격파하고, 노나라를 안정시켰다. 회이에 대한 전역은 이후 주공의 동정(周公-東征)으로 이어진다.
《사기》와 《상서대전》의 전승은 약간의 차이가 있다. 사기에서는 여러 편에 걸쳐 일관되게 주동자를 무경과 관숙, 채숙이라고 하고 삼감이라는 표현은 등장하지 않는다. 그러나 상서대전에서는 무경과 삼감이 반란을 일으켰다고 지목했다. 또 사기에서는 관숙과 채숙이 모두 제후로 봉건되었다고 하나, 상서대전에서는 관숙과 채숙의 봉건 여부에 대해서는 침묵하고 있다. 이 차이는 삼감이 제후인지, 제후에 배속된 속관인지에 대한 서로 다른 관점을 보여주고 있다.

## 삼감의 정체
상서대전에서는 삼감이라는 용어를 썼지만 정작 삼감이 누군지는 등장하지 않아서, 삼감의 정체를 밝히고자 하는 노력이 한대 이후 계속되었다. 사기의 관숙과 채숙을 삼감 중 둘로 보아도 한 명이 비는데, 이 한 명을 《일주서》 작락해에서는 곽숙 처를 꼽았고 《상군서》에서도 “주공 단이 관숙을 죽이고 채숙을 추방하고 곽숙을 유배했다”고 하여 곽숙이 삼감의 난에 가담했다고 보였다. 그러나 《좌전》, 《여씨춘추》, 《국어》, 《회남자》에서는 삼감에 대한 언급이 없고, 관숙과 채숙만을 가담자로 거론했다. 또 《맹자》, 《순자》 유효편, 《일주서》 극은해, 대광해에는 관숙의 이름만이 보인다. 한편, 《한서》에서는 무경 · 관숙 · 채숙을 삼감으로 꼽았으나, 상나라 왕자인 무경이 상나라 유민의 감시를 맡게 된다는 점, 또 상서대전에서 무경과 삼감이라 하여 무경은 삼감에서 제외한 듯하다는 점 때문에 문제가 있다.
삼감의 난을 언급하는 여러 문헌에서 관숙만이 빠지지 않고 등장한다는 점 때문에 진몽가(陳夢家)는 관숙이 주모자였을 것이라고 추측했다. 김정열교수는 삼감의 3이라는 숫자가 참으로 감이 세 명이었다는 의미가 아니라 다수, 혹은 무한의 수를 대표하는 수로 3을 언급한 것일 가능성을 제시했다.
관채의 난에 대한 설화는 전승 과정에서 본디 관숙 혹은 관숙과 채숙만을 반란자로 언급했다가, 세월이 흐르면서 삼감의 수효에 맞춰져 무경이나 곽숙 등이 구성원으로 끼어들어갔다. 이러한 전승의 발전을 살펴볼 때, 삼감의 난이 기록되었을 당시에는 이미 서주시대의 감(監)이란 직위에 대한 이해나 삼감의 난 그 자체를 기록에 남긴 사건의 전모가 희미해졌음이 엿보인다.